# Cristești (gmina w okręgu Botoszany)
Cristești – gmina w Rumunii, w okręgu Botoszany. Obejmuje miejscowości Cristești, Oneaga, Schit-Orășeni i Unguroaia. W 2011 roku liczyła 4535 mieszkańców.